# Turus (Polanharjo)
Turus is een bestuurslaag in het regentschap Klaten van de provincie Midden-Java, Indonesië. Turus telt 1676 inwoners (volkstelling 2010).